# 日本女子プロ将棋協会
公益社団法人日本女子プロ将棋協会（にほんじょしプロしょうぎきょうかい、英: The Ladies Professional Shogi-player's Association of Japan）は、将棋女流棋士を一般社団法人及び一般財団法人に関する法律における社員とする、日本の公益社団法人である。公式の略称は「LPSA」。2007年に日本将棋連盟を退会した女流棋士17名を会員とする有限責任中間法人として設立された。
目的として「女流棋士の資質の向上ならびに、将棋の技術向上・指導方法の研究をはじめとする幅広い将棋文化の普及に関する事業を行い、女流棋士界の健全な発展を図り、老若男女問わず楽しめる日本の伝統文化である将棋の普及により、わが国および世界の文化振興の発展に寄与する事」と謳っている。

## 活動

### 棋戦
- 女流棋戦を主催し、LPSA所属の女流棋士、LPSAプロのほか主催者招待選手が出場できる。棋戦には下記がある。
  - 1dayトーナメント - フリーエントリー制で1回戦から決勝までを1日で行うスピーディさが特徴のトーナメント戦。
- そのほか日本将棋連盟が運営する女流公式戦に、日本将棋連盟所属の女流棋士と同じ条件で参加している。女流王位戦についてはLPSAも主催者の一つである。

### GSP事業
「女性・女の子が将棋を楽しめる環境作り」を趣旨 とする「ガールズ将棋プロジェクト」（略称：GSP）および「LPSA スタイル」（カフェイベントなど主に大人の女性を対象とするプロジェクト）を柱に、女性らしい感性を活かした将棋の普及事業、女流棋士の育成事業に取り組み、アマチュア棋戦などを主催している。
- 女子アマ王位戦 - 第1回は2008年7月より地区ブロック予選が開幕。同年10月に女子アマ王位決定戦を開催。
- 小学生女子将棋名人戦 - 第1回は2007年8月開催。旧称、小学生女流将棋名人戦。第3回(2009年)から小学生女子将棋名人戦と改称。
- 中学生女子将棋名人戦 - 第1回は2009年8月開催。
- アパガード杯・女子アマ将棋団体戦 - 第1回は2007年11月に開催され、当時はLPSA女子アマ将棋団体戦という名称だった。2014年の第8回大会よりアパガード株式会社がスポンサーとなり現名称に改称。

### その他の活動
- ペア将棋選手権 - LPSA所属の女流棋士とアマチュアの強豪選手もしくは棋士が2人1組となって将棋の対局を行う。第1回は2008年3月開催。2018年9月16日には日本将棋連盟専務理事の森内俊之が参加した[6]。
- ミネルヴァ - LPSA公式ファンクラブとして各種交流イベントを開催している[7]。

## 役員
| 役職         | 名前         | 段位・称号、経歴    |
| ------------ | ------------ | ------------------- |
| 代表理事     | 中倉宏美     | 女流二段            |
| 業務執行理事 | 林逸子       | J-Labo 常務執行役員 |
| 業務執行理事 | 島井咲緒里   | 女流二段            |
| 理事         | 大庭美夏     | 女流初段            |
| 理事         | 川上和秀     |                     |
| 監事         | 山下カズ子   | 女流六段            |
| 監事         | 冠城正明     |                     |
| 顧問         | 松村正一     |                     |
| 顧問         | やなざわ亜紀 |                     |
| 顧問         | 西下重雄     |                     |
| 特別相談役   | 蛸島彰子     | 女流六段            |
| 相談役       | 藤森奈津子   | 女流四段            |

## 沿革

### 前史
- 2006年12月01日 - 日本将棋連盟女流棋士会の臨時総会で、新法人設立の準備委員会設置を賛成多数で承認。
- 2007年02月01日 - 女流棋士新法人設立準備委員会が新法人当初運営資金の寄付金募集を開始[10]。
- 2007年02月21日 - 日本将棋連盟が、独立する女流棋士の連盟主催棋戦への参加を認めない可能性を示唆する理事会の見解文書を女流棋士に送付[11]。
- 2007年04月24日 - 日本将棋連盟による経緯説明の記者会見[12]。連盟に残留する女流棋士39名が発表された。
- 2007年05月30日 - 日本女子プロ将棋協会の設立総会、記者会見。公募により決定された団体の名称もここで発表された。設立総会には、日本将棋連盟から西村一義専務理事、田中寅彦常務理事が出席。日本将棋連盟と友好的な関係を維持することで合意した。

### 設立後

#### 中井代表理事
- 2007年05月30日 - 「有限責任中間法人 日本女子プロ将棋協会[13]」設立（初代中井広恵代表理事、所属女流棋士17名、うち現役14名、サロン・事務局場所：東京都北区中里）。史上初の女流棋士・蛸島彰子が相談役に就任。
- 2007年06月07日 - LPSA所属の女流棋士が日本将棋連盟へ移籍届を提出し、女流棋士会からも退会。
- 2007年07月28日 - 設立記念パーティー開催。
- 2007年11月05日 - 石橋幸緒が第18期女流王位戦で清水市代に勝利し、タイトル獲得。LPSAへ初のタイトルをもたらした。
- 2007年 - 「小学生女子将棋名人戦」「中学生女子将棋名人戦」を開催。以降、毎年、開催される（中学生大会は2回分、開催されなかった年がある）。また、アマチュア選手5名で出場する「女子アマ将棋団体戦」も開催。以降、毎年、開催される。
- 2008年 - アマチュア選手が出場する女子アマ王位戦を主宰。以降、毎年、開催される。
- 2008年12月01日 - 公益法人制度改革関連3法の施行に伴い、一般社団法人となる。法人名も同日付で「一般社団法人 日本女子プロ将棋協会」に変更。
- 2008年12月00日 - 所属棋士の北尾まどか考案・藤田麻衣子デザインのどうぶつ将棋を、LPSAオンラインショップで販売開始。
- 2009年03月06日 - 『LPSA公認プロ制度概要と応募要項』発表。
- 2009年03月07日・8日 - 受験者一般公募に先駆けてGSP中井塾生を対象としたツアーライセンス取得試験実施。
- 2009年04月01日 - ツアーライセンス取得試験に合格しGSPで既に研修を受けていた渡部愛が理事会の最終的な承認を受けLPSA初のツアー女子プロに登録される。
- 2009年06月15日 - 北尾まどかがLPSAを退会。組織に所属しないフリー女流棋士となる（後に日本将棋連盟に再入会）。
- 2010年03月31日 - 藤田麻衣子が現役引退と同時にLPSAを退会して、将棋界を去る。

#### 石橋代表理事
- 2010年05月27日 - 石橋幸緒が代表理事(2代目)に就任。
- 2010年10月00日 - LPSAサロン・事務局が東京都港区芝浦に移転。
- 2011年01月26日 - 日本女子プロ将棋協会設立記念日にあたる5月30日を「女子将棋の日」と制定することを発表[14]。
- 2012年07月01日 - 公益社団法人となる[15]。法人名も同日付で「公益社団法人 日本女子プロ将棋協会」に変更。公益社団法人認定に伴い、LPSA独自の「公益社団法人 日本女子プロ将棋協会 棋士規程」が制定され[16][17]、渡部愛ツアー女子プロが同規定により女流棋士（女流3級）に認定された[17]。
- 2013年01月30日 - マイナビ女子オープンの契約問題及び、渡部愛の女流棋士認定問題を巡り、代表理事である石橋幸緒が第6期マイナビ女子オープン準決勝里見香奈戦をボイコット。
- 2014年01月23日 - 初代代表理事だった中井広恵がLPSAを退会。組織に所属しないフリー女流棋士となる。
- 2014年01月28日 - 代表理事の石橋幸緒が1月31日付で引退し、2月25日の理事任期満了をもって退会することが発表された。

#### 中倉代表理事
- 2014年02月25日 - 中倉宏美が代表理事(3代目)に就任。
- 2014年05月30日 - 「公益社団法人日本女子プロ将棋協会 棋士規程」を改定（後述）[18]。
- 2014年07月01日 - 事務局を東京都港区芝へ移転[19]。
- 2015年04月13日 - ツアー女子プロ制度を廃止し、新たにLPSAプロ制度を設立[20]。
- 2017年05月21日 - 設立10周年記念パーティー開催。
- 2018年05月27日 - 同年2月に引退した蛸島彰子女流六段引退記念パーティー「歩みを語り感謝する会」を開催[21]。日本将棋連盟所属の女流棋士も多数参加した[21]。
- 2018年06月13日 - 渡部愛が第29期女流王位戦で里見香奈に勝利し、タイトル獲得。LPSA所属女流棋士がタイトル保持者となるのは、2009年に石橋幸緒が失冠して以来9年ぶり。
- 2021年 - 企業代表選手と女流棋士がペアを組み対局する「LPSA企業対抗ペアマッチ」を開催。以降、毎年、開催される。

## 日本将棋連盟との対立
2007年の発足以来、日本将棋連盟会長の米長邦雄との軋轢や仕事の斡旋での度重なるトラブルがホームページ上等で取り沙汰されていた。
石橋幸緒を代表理事とするLPSAは、2012年7月1日付で、それまではLPSA所属のツアープロであった渡部愛を、独自の規定（女流棋士認定基準）により女流棋士（女流3級）と認定した。
その後、渡部を日本将棋連盟の運営する女流公式戦に女流棋士として出場させるよう連盟に求めるLPSAと、連盟の定めた女流棋士認定基準は曲げられず、LPSAの要求は受け入れられないとする、連盟（並びに女流公式戦スポンサー）との対立が深刻化した。
2013年1月28日、LPSAは、1月30日に予定されていた第6期マイナビ女子オープン準決勝の里見香奈女流四冠 - 石橋幸緒女流四段戦について「対局を断念する」と発表した。同日、LPSAは「第６期マイナビ女子オープンに関する、マイナビ、連盟、LPSAの三者間における契約解除の通知書」を連盟に送付した。1月30日、石橋は里見との対局を放棄した。
連盟は2月22日に記者会見を開き「LPSA及び石橋がマイナビへの謝罪を行い、さらに女流棋士認定基準について協議に応じるなら渡部への特例を認める」という妥協案をLPSAに提示したが拒否されたことを明らかにした上で、今後について「LPSAとは新規の棋戦契約を行わない」「石橋については連盟主催の棋戦への出場を最低1年間禁止する」等の方針を発表した。LPSAは連盟の会見内容に対して反発し、対立は泥沼化した。
その後、LPSAは6月19日に「株式会社マイナビ様への謝罪」という文章を公式サイトに掲載し、LPSAに一定の非があることを認めた。これを受けて、連盟は7月1日付で渡部の女流3級扱いを特例として認めた。しかし、LPSAの謝罪文が1か月程度で取り下げられたこと、また8月に石橋が『週刊新潮』誌上 で連盟・マイナビを批判する発言を行ったことなどから、10月2日に連盟は (1)従来LPSAとの間で締結していた棋戦運営に関する合意書を9月30日の期限切れをもって更新しないこと、(2)「現在の」LPSAとは一切の契約・交渉を行わないことを発表した。
2014年1月28日、LPSAは、石橋が1月末で現役を引退し、理事の任期が満了する2月25日に代表理事を退任し、同日付でLPSAを退会することを発表した。2月25日に開かれたLPSAの定時総会で、中倉宏美が代表理事に就任した。同日、記者会見を行った中倉は、連盟や女流公式戦スポンサーに対して「迷惑をかけてきたことをおわびし、関係を修復していきたい」と述べ、これまでの路線を転換する方針を打ち出した。4月19日、中倉は連盟・女流公式戦スポンサーへの謝罪文を公表した。5月30日、LPSAは「公益社団法人日本女子プロ将棋協会 棋士規程」を改定し、LPSAの女流棋士認定基準を、連盟の女流棋士認定基準（）と事実上同一とした。6月1日、連盟はLPSAと改めて「棋戦運営に関する合意書」を締結した。